# Царица небесная (фильм)
«Царица небесная» (англ. The Lady of Heaven) — это британский эпический исторический драматический фильм 2021 года, написанный шиитским священнослужителем-двунадесятником Ясиром Аль-Хабибом, духовным лидером «Союза служителей Махди» и основателем Fadak TV. Произведенный Enlightened Kingdom, фильм позиционируется как первый фильм о жизни исторической личности Фатимы, дочери исламского пророка Мухаммеда, в раннемусульманский период. Он написан с шиитской точки зрения на историю Фатимы, которая существенно отличается от точки зрения мусульман-суннитов.